# 羗山瀑布
羗山瀑布位於香港的大嶼山之羗山蓬萊古洞以西約800米處，高20米，遠觀像一道垂直的白練；近觀又瘦又長，水聲潺潺。
- 瀑布下方是一口寬廣約6米，深約2米的水潭，十分澄澈，可供游泳。

- 水潭下是一道水源豐富的溪澗，轉流至「坑尾」，流入「三涌」，經「大澳灣」流出海洋。

## 如何尋找
從大澳到昂坪，進入「嶼山初地」牌坊，牌坊的右側下面是溪澗，有人砌成一個「嶼山游泳池」。經這裡沿著溪澗向上跑，溪澗的右方山麓有幅大磨崖，刻著：「弘傳不朽」等四個漢字，路邊有一山徑，向溪澗下去，踏著溪中石柱，橫越溪澗，向前端右方有小徑繞山腳而行，這時溪澗在左方，從「弘傳不朽」磨崖開始走10分鐘就能到達。